# Kurpansaari
Kurpansaari är en ö i Finland. Den ligger i sjön Iso Allasjärvi och i kommunen Alavo i den ekonomiska regionen  Kuusiokunnat  och landskapet Södra Österbotten, i den sydvästra delen av landet, 280 km norr om huvudstaden Helsingfors. Öns area är 0,3 hektar och dess största längd är 110 meter i nord-sydlig riktning.